# Mamamoo
Mamamoo (hangul: 마마무) är en sydkoreansk tjejgrupp bildad år 2014 av Rainbow Bridge World.
Gruppen består av de fyra medlemmarna Solar, Moonbyul, Wheein och Hwasa.

## Medlemmar
| Artistnamn   | Artistnamn | Födelsenamn  | Födelsenamn | Födelsedatum     |
| Romanisering | Hangul     | Romanisering | Hangul      | Födelsedatum     |
| ------------ | ---------- | ------------ | ----------- | ---------------- |
| Solar        | 솔라       | Kim Yong-sun | 김용선      | 21 februari 1991 |
| Moonbyul     | 문별       | Moon Byul-yi | 문별이      | 22 december 1992 |
| Wheein       | 휘인       | Jung Whee-in | 정휘인      | 17 april 1995    |
| Hwasa        | 화사       | Ahn Hye-jin  | 안혜진      | 23 juli 1995     |

## Diskografi

### Album
| Albuminformation                                 | Topplacering          |
| Albuminformation                                 | Sydkorea (Gaon Chart) |
| ------------------------------------------------ | --------------------- |
| Hello (EP-skiva) - Släppt: 18 juni 2014          | 16                    |
| Piano Man (EP-skiva) - Släppt: 21 november 2014  | 8                     |
| Pink Funky (EP-skiva) - Släppt: 19 juni 2015     | 6                     |
| Melting (Studioalbum) - Släppt: 26 februari 2016 | 2                     |
| Memory (EP-skiva) - Släppt: 7 november 2016      | 3                     |
| Purple (EP-skiva) - Släppt: 22 juni 2017         | 2                     |
| Yellow Flower (EP-skiva) - Släppt: 7 mars 2018   | 1                     |
| Red Moon (EP-skiva) - Släppt: 16 juli 2018       | TBA                   |

### Singlar
| År   | Titel                  | Topplacering          |
| År   | Titel                  | Sydkorea (Gaon Chart) |
| ---- | ---------------------- | --------------------- |
| 2014 | "Don't Be Happy"       | 20                    |
| 2014 | "Peppermint Chocolate" | 10                    |
| 2014 | "Heeheehaheho"         | 50                    |
| 2014 | "Mr. Ambiguous"        | 19                    |
| 2014 | "Piano Man"            | 41                    |
| 2015 | "Ahh Oop!"             | 67                    |
| 2015 | "Um Oh Ah Yeh"         | 3                     |
| 2016 | "I Miss You"           | 7                     |
| 2016 | "Taller than You"      | 5                     |
| 2016 | "You're the Best"      | 1                     |
| 2016 | "New York"             | 9                     |
| 2016 | "Décalcomanie"         | 2                     |
| 2017 | "Yes I Am"             | 2                     |
| 2018 | "Paint Me"             | 36                    |
| 2018 | "Starry Night"         | 2                     |
| 2018 | "Rainy Season"         | 2                     |
| 2018 | "Egotistic"            | TBA                   |